# Couvent des Cordeliers (Toulouse)
Pour les articles homonymes, voir Couvent des Cordeliers et Cordeliers (homonymie).
Le couvent des Cordeliers est un ancien couvent de religieux franciscains – ou « cordeliers » – de Toulouse, en France. Il est fondé en 1222, dans un contexte de développement des ordres mendiants dans les villes européennes, et particulièrement à Toulouse, marquée au début du XIIIe siècle par le catharisme et la croisade des albigeois. 
En concurrence, sinon en rivalité avec les dominicains toulousains – le couvent des Jacobins –, établis à quelques rues de leur couvent, les franciscains édifient un vaste couvent au cœur du bourg Saint-Sernin. Le vaste ensemble conventuel s'organise autour de l'église, ouverte à la population pour la prédication, et un cloître qui dessert la chapelle Notre-Dame de Rieux – un bijou de l'architecture gothique –, la sacristie, la salle capitulaire, la bibliothèque, le réfectoire et les cellules des moines. Le couvent toulousain devient la principale maison de la province franciscaine d'Aquitaine et le foyer intellectuel et religieux du Midi du royaume de France. D'ailleurs, le couvent est un des centres intellectuels majeurs du royaume puisque c'est dans ses murs que s'installe la jeune université toulousaine, fondée par le traité de Meaux-Paris en 1229. 
À la Révolution, comme les autres couvents de la ville, les Cordeliers subissent les vicissitudes du temps. L'église est conservée, mais vidée de ses richesses, dispersées entre les églises et les musées de la région, d'autres bâtiments sont vendus quand ils ne sont pas cédés à l'administration militaire, d'autres encore sont démolis. La protection de l'église, classée aux monuments historiques dès 1862, a été complétée en 1994 par le classement des vestiges des autres bâtiments du couvent.

## Histoire

### Fondation et développement au Moyen Âge
Les frères mineurs de l'ordre de Saint-François, appelés Franciscains ou Cordeliers, s'installent en 1222 à Toulouse, une ville durement marquée par les troubles et les destructions de la croisade des albigeois, et qui se relève difficilement des sièges qui ont endommagé ses constructions, mais ont permis, depuis 1219, d'éloigner la menace des croisés. Déjà, en 1217, Guy Ier de Lévis, croisé qui s'est emparé de la seigneurie de Mirepoix, avait essayé d'obtenir du pape Honorius III l'autorisation d'emmener avec lui des religieux franciscains. Le comte de Toulouse, Raimond VI, souhaite apaiser les tensions avec la papauté et il appuie le développement des ordres mendiants dans la ville de Toulouse. Les franciscains ne sont pas les premiers à s'être installés dans la ville, après les dominicains de Dominique de Guzmán en 1215.
Les franciscains s'installent sur un terrain qui leur est cédé par un noble de la Gascogne toulousaine, Arnaud de Faudoas, dans le bourg Saint-Sernin, un vaste espace d'environ 13 000 m², entre les actuelles rues des Lois, du Collège-de-Foix, Albert-Lautman et Antoine-Deville. Du XIIIe au XVe siècle, les franciscains édifient leur couvent. En 1324, Jean Tissandier, franciscain de Toulouse devenu évêque de Rieux, fait bâtir une petite église dédiée à la Vierge, pour desservir le couvent. Après sa mort, le cardinal Pierre de Foix, lui aussi un ancien franciscain de Toulouse, fondateur du collège de Foix voisin, fait achever la construction de l'église, qu'il destine à devenir une chapelle funéraire pour son fondateur et les religieux du couvent. La grande église conventuelle est quant à elle construite au début du XIVe siècle dans le style gothique méridional. Elle est dédiée à la Vierge, avec comme patrons secondaires François d'Assise et Louis d'Anjou, évêque de Toulouse. Elle veut ouvertement rivaliser avec celle du couvent des dominicains. Elle est d'ailleurs, après l'église Saint-Sernin, la plus vaste de la ville, et celle qui a la voûte la plus élevée. 
Le couvent est réuni à la province d'Aquitaine ancienne, qui regroupe la Guyenne et le Haut-Languedoc, et abrite avec le couvent de Bordeaux les chapitres provinciaux. Les religieux toulousains sont à l'origine de la fondation de plusieurs autres couvents de la région, comme celui de Lautrec en 1281.
Aux XIIIe et XIVe siècles, le couvent, qui se trouve au cœur du « quartier latin » toulousain, devient également un des lieux d'étude pour les étudiants de l'université. La communauté franciscaine a d'ailleurs le privilège de fournir un de ses religieux pour y enseigner la théologie. L'évêque de Rieux, Jean de Tessandière, avait même formé le projet d'établir un collège pour les étudiants toulousains près de sa chapelle. Antoine de Padoue s'y fait connaître pour sa prédication et son enseignement. 
La sacristie conserve plusieurs reliques, particulièrement une épine de la Couronne du Christ, ainsi que la main, un manteau et un habit de l'évêque Louis de Toulouse. 
L'église attire les fondations pieuses et nombreux sont les Toulousains qui souhaitent y être enterrés. En 1339, Béraud de Faudoas établit dans la chapelle de Rieux un caveau où sont enterrés ses père et grand-père, Arnaud de Faudoas.

### Transformations de la période moderne
En 1535, les chapelles du chœur sont refaites par l'architecte Nicolas Bachelier. 
En 1552, le couvent est cédé aux franciscains de l'Observance. 
En 1562, lors des troubles religieux qui touchent la ville, les bâtiments du couvent sont incendiés par les protestants. Ils sont ensuite reconstruits.
En 1578, les confréries de pénitents de la ville – blancs, noirs, bleus et gris – défilent dans la nef devant la reine Catherine de Médicis. 
Le 17 octobre 1738, la voûte de la nef s’effondre en partie, détruisant l'orgue et plusieurs autels, endommageant des statues, sculptées par Nicolas Bachelier et d'autres sculpteurs toulousains. On les reconstruit à l'identique.

### La Révolution française et les destructions duXIXesiècle
En 1789, la communauté des franciscains de Toulouse se compose encore d'une cinquantaine de religieux, mais la Révolution française vient bouleverser la vie de la communauté et le destin du couvent. En 1790, les ordres religieux sont dissous et le couvent devient bien national. En 1791, les reliques et les objets du culte sont transportés dans l'église Saint-Sernin, dont les religieux bénédictins ont été également expulsés et qui a été affectée à la paroisse. Les cloches sont quant à elles descendues de la tour du clocher et portées à la fonderie, qu'on vient d'établir dans la rue des Toulousains (actuelle rue de la Fonderie) pour y être fondues. L'église est finalement affectée à la paroisse du Taur et partiellement transformée, particulièrement par la destruction du jubé qui séparait le chœur de la nef. En 1794, en pleine Terreur anti-religieuse, la flèche du clocher est abattue. En 1798, le cloître est démoli et ses matériaux sont vendus, tout comme le terrain qu'il occupait, avec le jardin, en 1802. Finalement, les bâtiments du couvent sont affectés à l'administration militaire qui en prend possession en 1818, pour en faire un magasin de fourrages pour les chevaux, principalement dans la nef de l'église où on stocke 9 200 quintaux de fourrage et 6 500 d'avoine. La salle capitulaire est quant à elle transformée en écurie. 
En 1834, on établit  une station du télégraphe Chappe de la ligne Toulouse-Bayonne au sommet du clocher. Les bâtiments servent de prison. 
La chapelle de Rieux est rasée en 1846 pour « aligner » la rue du Collège-de-Foix et la rue des Lois. Des éléments de sculpture, chapiteaux, clés de voûte, etc. sont récupérés par Alexandre Du Mège et regroupés au musée des Augustins. Seules deux statues – une de François d'Assise, une autre d'un saint franciscain – sont placées dans les niches qui encadrent le portail de l'église Notre-Dame du Taur. Le caveau est comblé et on ignore aujourd’hui jusqu’à son emplacement précis.
En 1856, la succursale de la Banque de France est construite par Henri Bach à l'emplacement de l'ancien cloître et d'une partie des jardins.
L'église des Cordeliers est classée au titre des monuments historiques par la liste de 1862.
Plusieurs morceaux de la chapelle sont dispersés. On trouve des gargouilles de la chapelle qui servent de boute-roues dans la rue des Lois. En 1866, Victor Gesta, maître-verrier toulousain, achète à un tailleur de pierre un bas-relief, des chapiteaux, des culs-de-lampe, des consoles et d'autres pierres sculptées de la chapelle.
En 1871, dans la nuit du 23 au 24 mars, un feu éclate dans l’amoncellement de paille et de fourrages. Il se propage rapidement et dévaste totalement la nef. On détruit en 1873 ce qui reste des ruines de l’édifice. Le clocher, épargné, est vendu à un fondeur de plombs de chasse. 

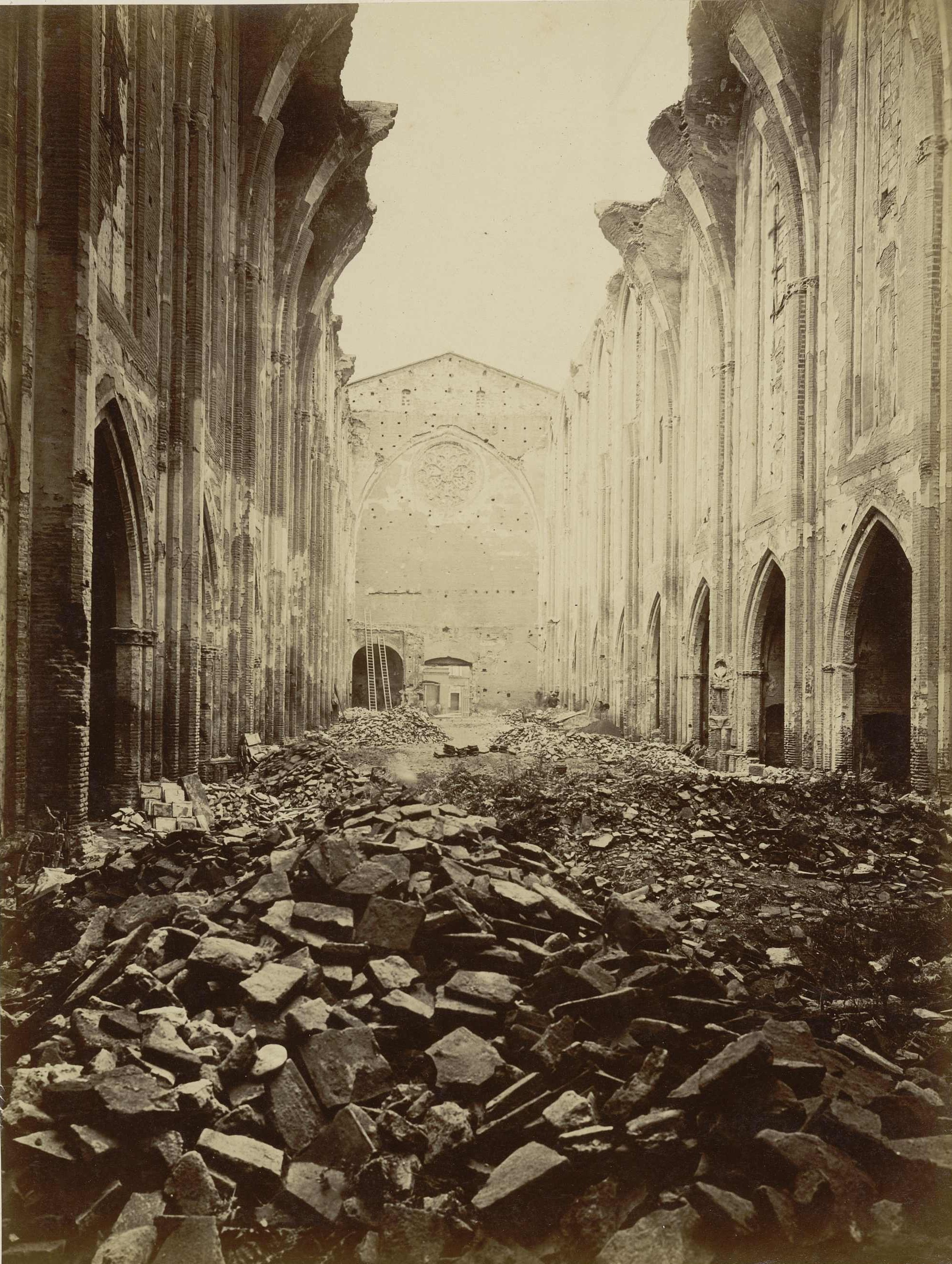
La nef de l'église, par Eugène Delon (1871, Archives municipales).
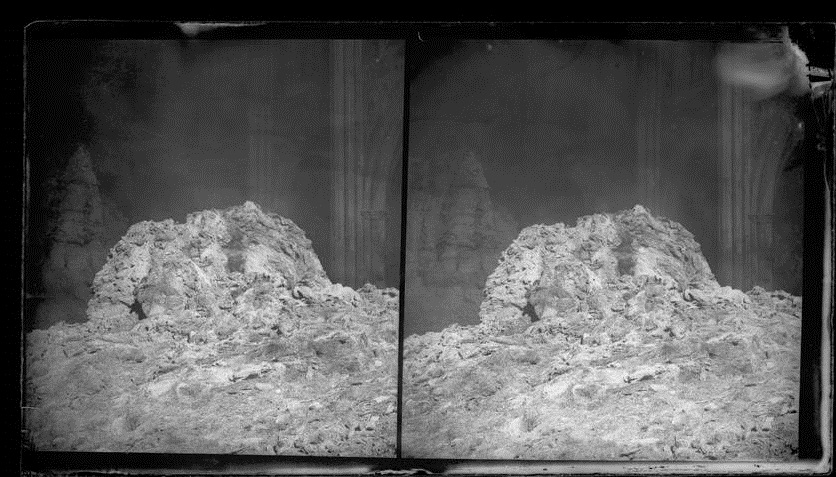
Intérieur des Cordeliers après l’incendie, par Eugène Trutat (1871, Archives municipales).

Sur l'emplacement du cloître et du jardin est bâti l'hôtel de la Banque de France. Les bâtiments conventuels sont détruits, à l'exception de la sacristie et de la salle capitulaire, qui a servi de restaurant universitaire : on y accède par la rue des Lois.
La salle capitulaire , la grande sacristie, les vestiges de la petite sacristie et de la chapelle de Rieux, ainsi que le jardin actuel de la Banque de France font l'objet d'un classement au titre des  monuments historiques par arrêté du 18 juillet 1994.

## Description

### Église conventuelle
L'église conventuelle fut construite au début du XIVe siècle dans le style gothique méridional. Elle était orientée à l'est et le portail principal s'ouvrait dans la façade occidentale, sur la rue Antoine-Deville. Elle mesurait 86 m de long, sur 26 m de large, et la hauteur du sol au pignon était de 30 mètres, ce qui en faisait l'une des plus grandes églises de Toulouse.
La façade occidentale était un haut mur de brique de 26 m de large sur 30 m de haut, soutenu par deux contreforts surmontés de gargouilles en pierre, et percé d'une rosace. Le portail, en pierre, a été partiellement reconstitué, mais déplacé du côté de la rue du Collège-de-Foix. Il formait sur la rue Antoine-Deville une saillie d'environ un mètre. Il était surmonté d'un grand fronton triangulaire, flanqué de deux frontons latéraux plus petits et étroits. Les portes étaient encadrées de colonnettes surmontées de chapiteaux sculptés, d'où partaient les voussures du tympan. Celui-ci était décoré de fresques représentant la Vierge entourée de plusieurs saints et saintes franciscaines, et des saints Pierre et Paul. Au-dessus de la porte principale se trouvait également la devise Durabit donec fluctus formica marinos / Ebibat, et totum testudo perambulet orbem (« elle durera jusqu'à ce que la fourmi ait bu la mer, et que la tortue ait fait le tour de la terre »). 

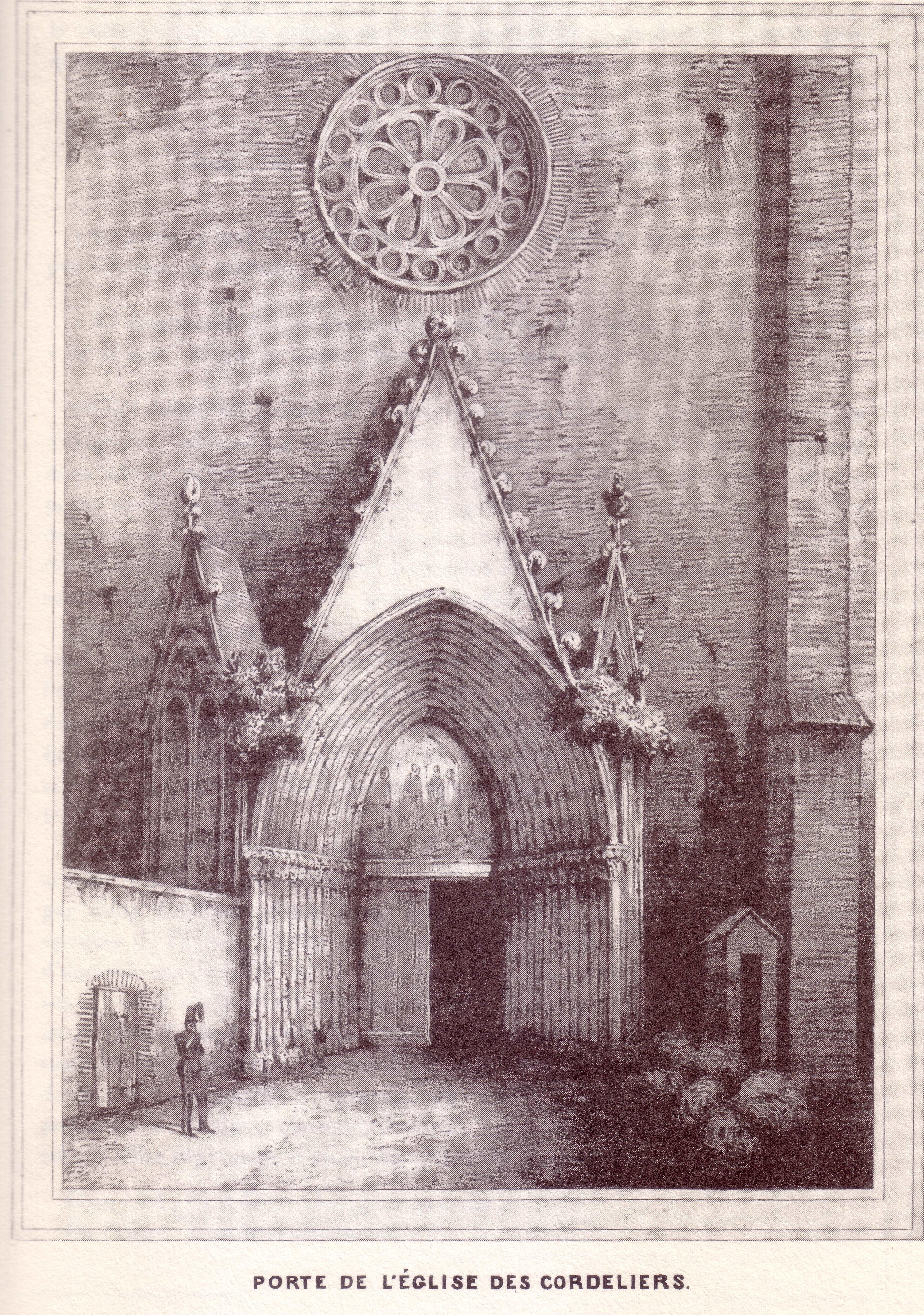
La façade occidentale et le portail, par J.-M. Cayla (1842, Toulouse monumentale et pittoresque).
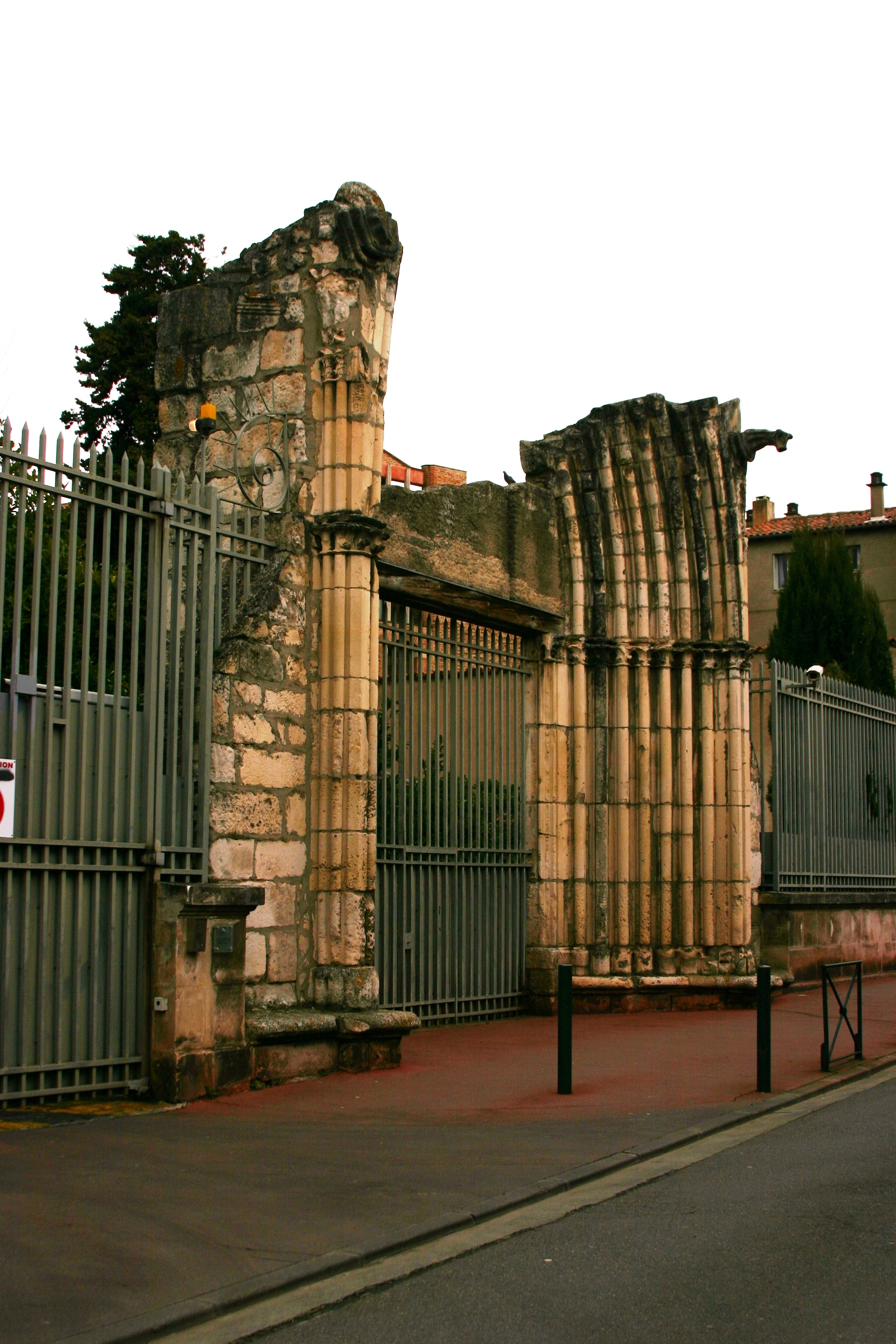
Le portail occidental, replacé dans la rue du Collège-de-Foix.
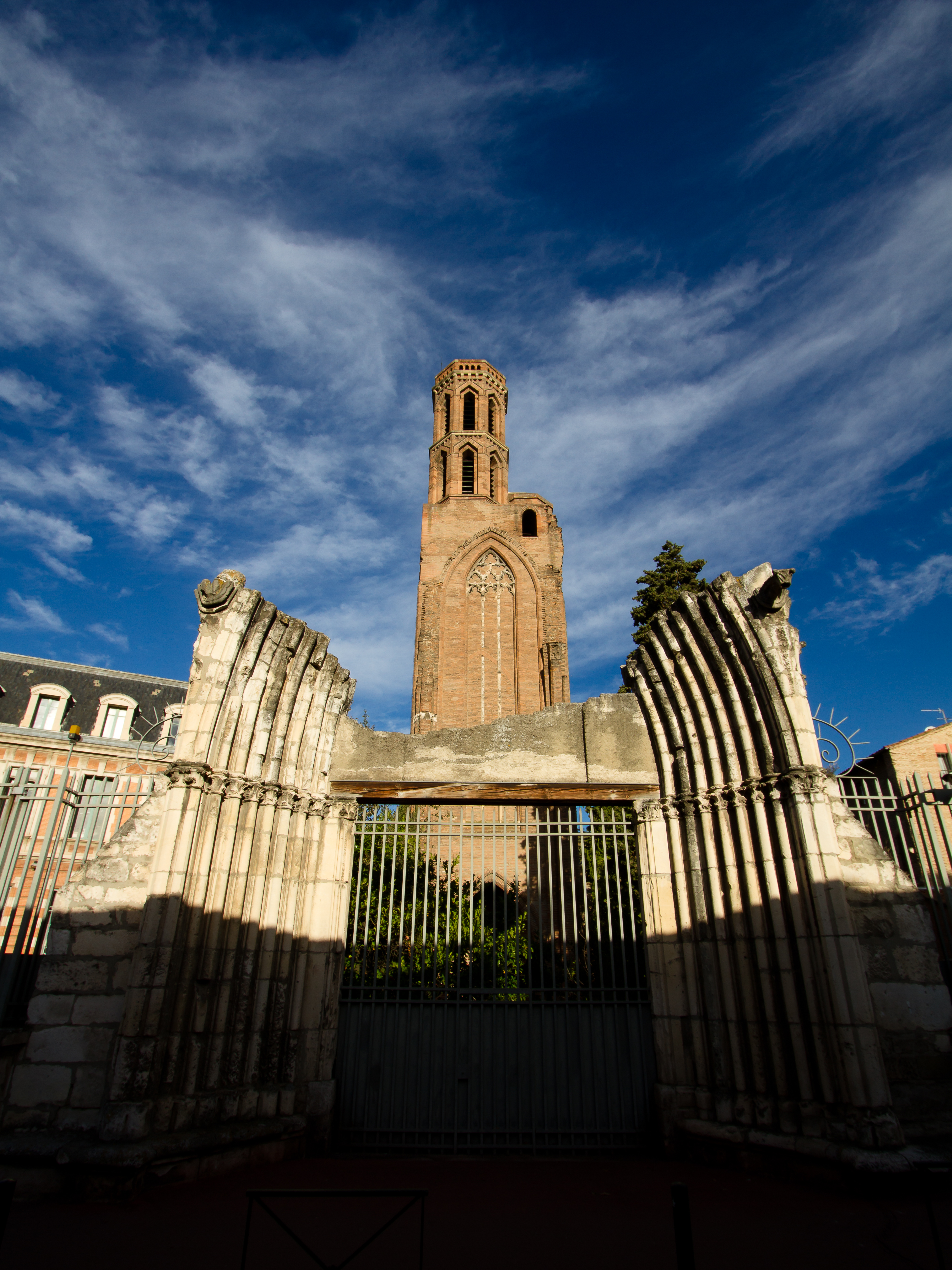
Le portail occidental et le clocher de l'église.

Les côtés de la nef étaient soutenus par dix contreforts, larges de 4 m à leur base. Au sommet, des gargouilles en pierre – aujourd'hui conservées dans le cloître du musée des Augustins – représentent des animaux fantastiques et des chimères. Entre les contreforts sont percées de hautes fenêtres qui éclairent la nef, et au-dessus, des œils-de-bœuf qui éclairent les combles.
Le clocher de l'église a subsisté à la démolition de l'église en 1873. Il est caractéristique des clochers du gothique méridional. Il s'élevait entre le 7e et le 8e contrefort, au nord de la nef, et on y accédait par des ouvertures pratiquées entre le 2e et le 7e contrefort. La base est carrée et éclairée par deux grandes ouvertures. Au-dessus de la hauteur de la nef, le clocher prend la forme d'un octogone. Il était surmonté d'une flèche, qui culminait à 51 mètres, mais qui avait été abattue en 1794. 

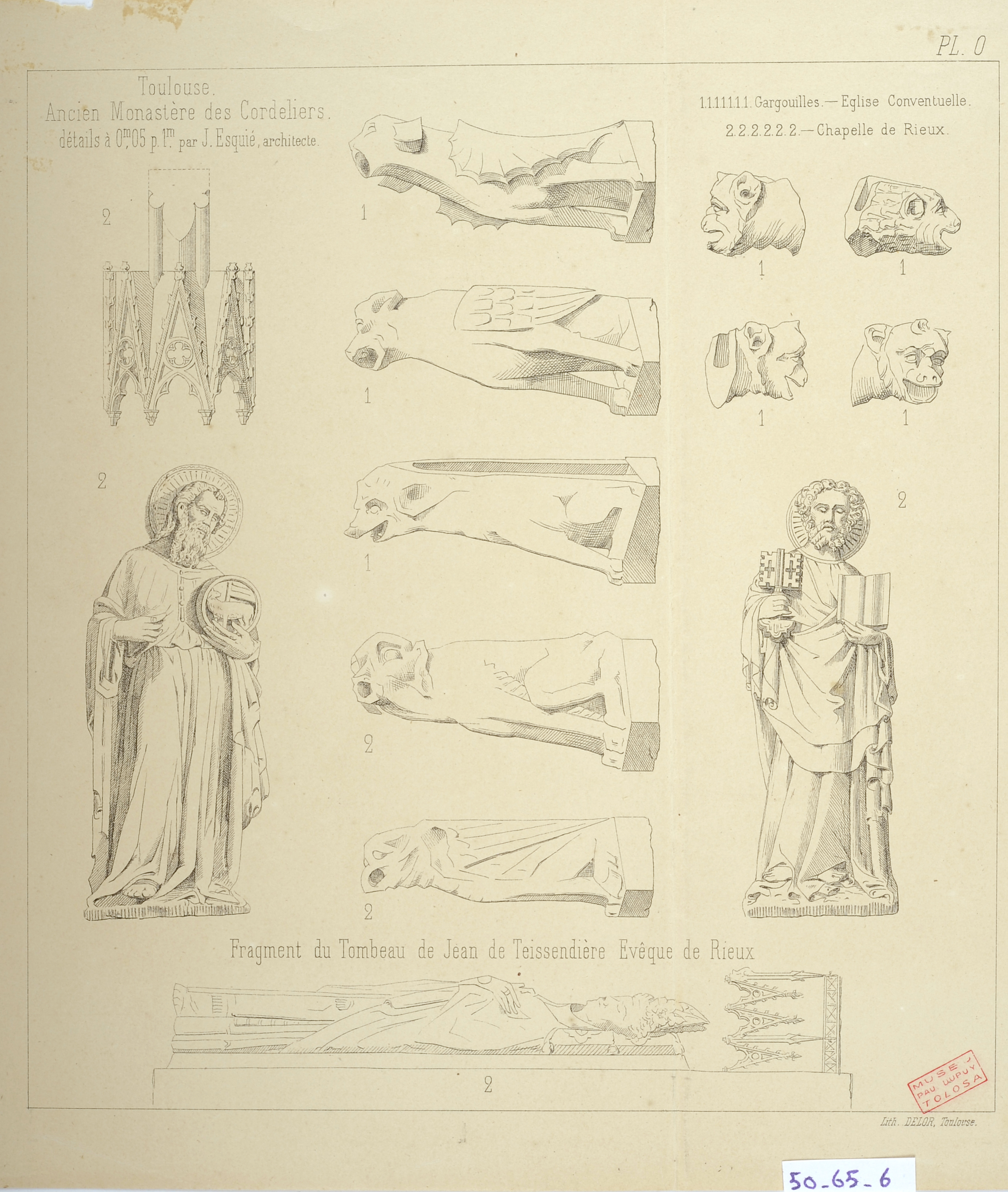
Relevé des gargouilles (XIXe siècle, musée Paul-Dupuy).
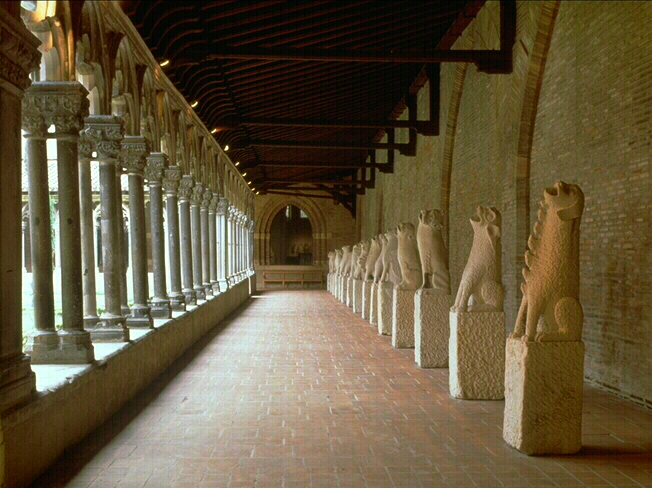
La galerie des gargouilles (musée des Augustins).
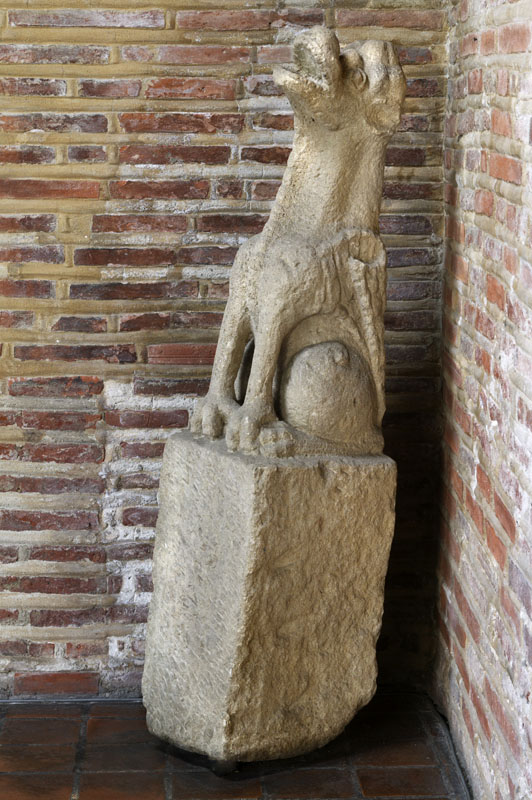
Gargouille en forme de chimère (musée des Augustins).
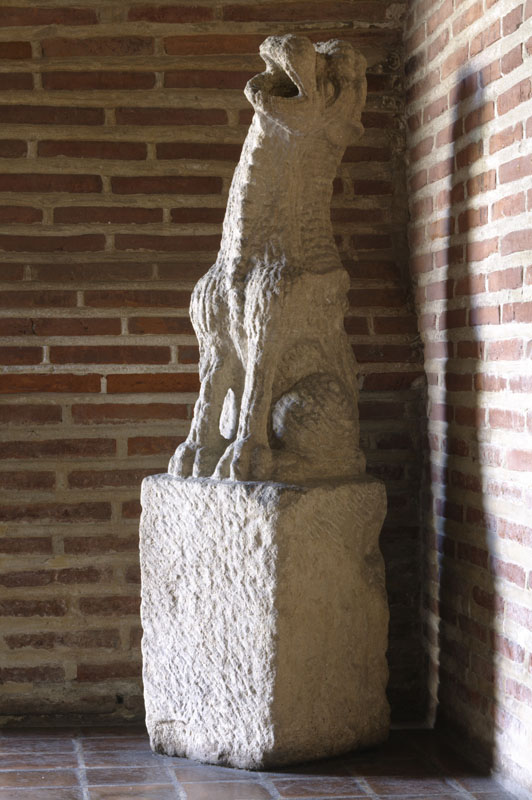
Gargouille en forme de chimère (musée des Augustins).
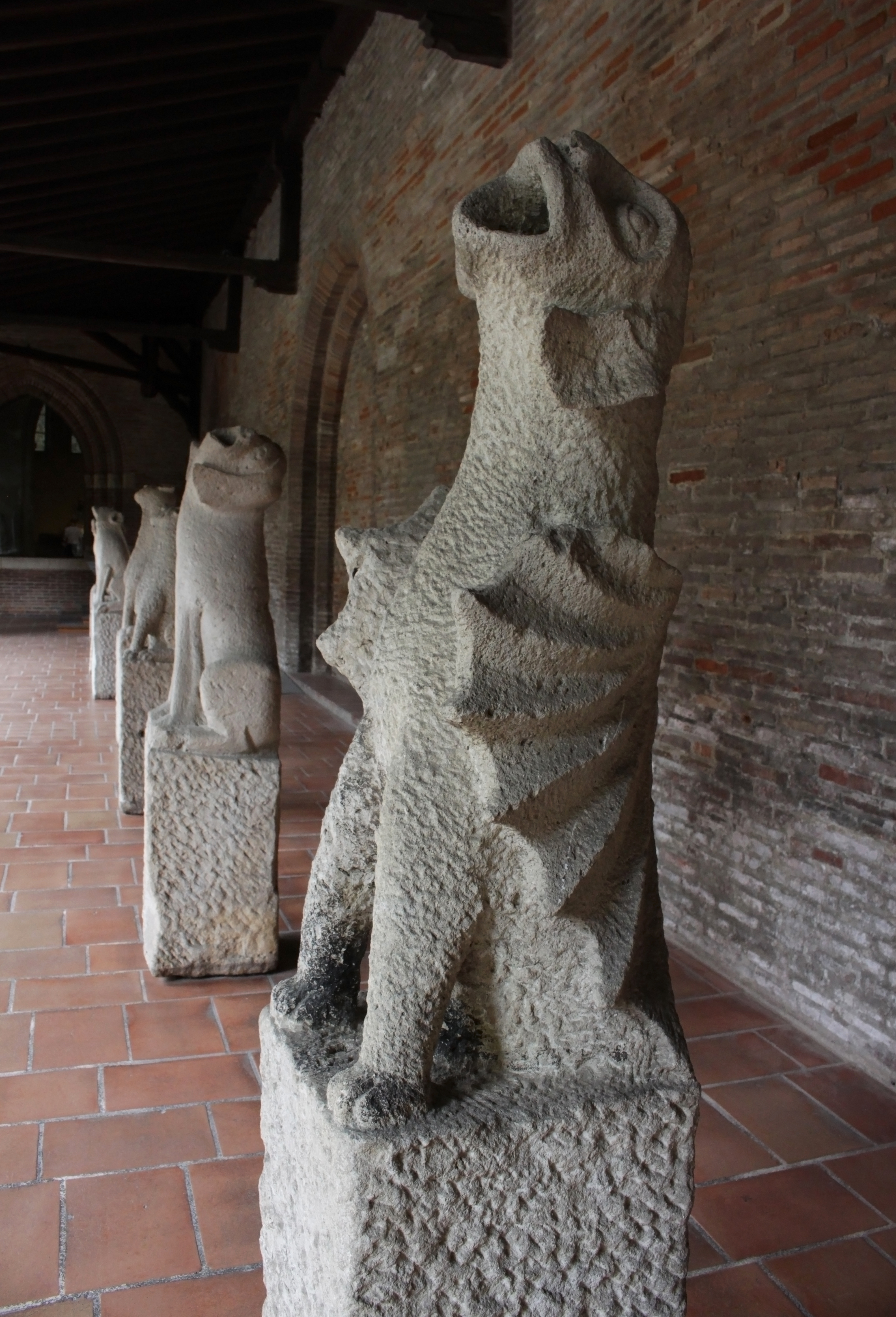
Gargouille en forme de chimère (musée des Augustins).

À l'intérieur, la nef mesurait 82 m de long, 16 m de large, et 25 m sous voûte. Elle était éclairée par les vitraux des hautes fenêtres et de la rosace. Ces fenêtres gothiques lancéolées à trois divisions possédaient des vitraux, retirés à la Révolution, et pour certains remontés dans le chœur de la cathédrale Saint-Étienne. La nef avait également une décoration peinte en façon de pierre de taille, tracées avec des filets brun-rouge sur fond jaune clair. Les clefs de voûte étaient sculptées et peintes de blasons, de symboles ou de personnages religieux. Elles ont été déposées au musée des Augustins après 1873.
Entre les contreforts, les 27 chapelles – dix de chaque côté de la nef et sept autour du chœur – mesuraient 4 m de profondeur. Elles étaient dédiées à plusieurs saints et saintes franciscaines. Elles étaient éclairées par des fenêtres et décorées de fresques,.
Le chœur, de forme octogonale, était fermé par une balustrade en marbre rouge de Caunes. Elle fut déplacée en 1824, sur ordre du roi Charles X pour fermer le chœur de la cathédrale Saint-Étienne. le maître-autel avait été dessiné et en partie réalisé par le sculpteur toulousain Marc Arcis. Il était constitué d'un grand bas-relief en stuc, l'Annonciation. Au-dessus, sur l'entablement, se trouvait un groupe de sculptures, l'Assomption de la Vierge encadrée de François et de Claire d'Assise, et d'anges qui portaient les instruments de la Passion. Un parement d'autel du XIVe siècle, rare exemple de chef-d’œuvre textile, est conservé au musée Paul-Dupuy. 

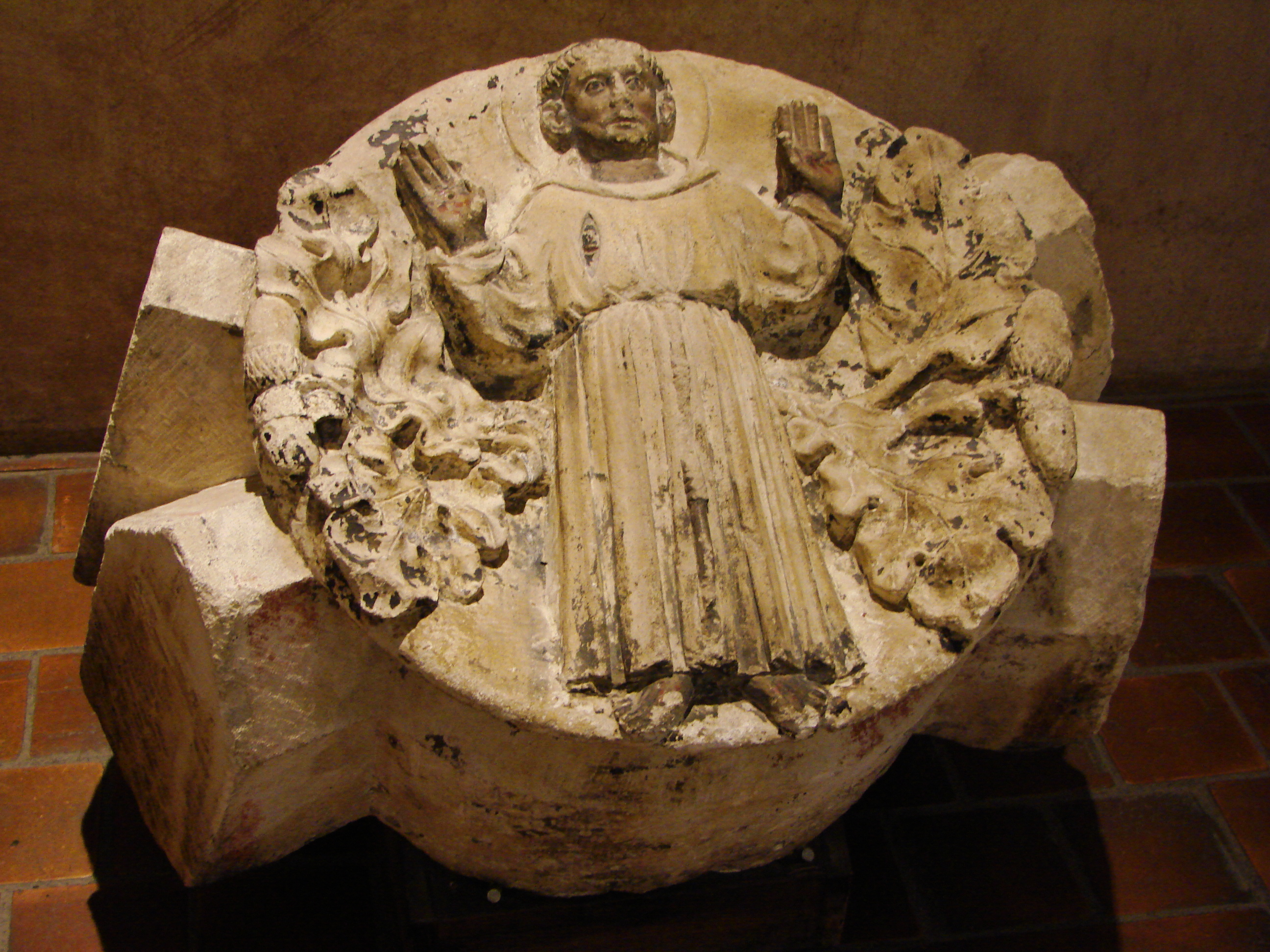
François d'Assise portant les stigmates, clef de voûte (début du XIVe siècle, musée des Augustins).
Parement d'autel du couvent des Cordeliers (XIVe siècle, musée Paul-Dupuy).

Le sol de l'église était recouvert des pierres tombales des familles qui se faisaient enterrer dans l'église-même – nobles, chevaliers, magistrats, légistes, mais aussi marchands et artisans. On trouvait également plusieurs tombeaux de plusieurs bienfaiteurs du couvent, tels Denis du Buisson de Beauvoir, Jean-Étienne Duranti, premier président du Parlement, et Jean-Georges de Garand de Donneville, président à mortier au Parlement.

### Cloître
Le grand cloître était au nord de l'église. Il était bordé à l'est par la sacristie, la salle capitulaire, à l'ouest par des bâtiments fonctionnels, et au nord par les jardins. Il formait un carré dont les galeries mesuraient chacune 45 m de long. Il était formé de colonnes de marbre géminées supportant les hautes ogives qui soutenaient la voûte. Des peintures à fresque ornaient les murs, représentant des épisodes de la vie de François d'Assise et de Louis de Toulouse. Un jardin occupait le centre du cloître et une croix en pierre se dressait au centre,.

### Bibliothèque
La bibliothèque se trouvait au nord du cloître. Elle était réservée aux franciscains et les livres étaient attachés aux pupitres. Il était ainsi interdit, sous peine d'excommunication, de détacher ces livres. La salle fut décorée de tableaux peints par Antoine Rivalz, pour la plupart dispersés dans des églises de la région toulousaine au XIXe siècle. Les ouvrages de la bibliothèque, et particulièrement les incunables, appartiennent pour la plupart à la bibliothèque municipale de Toulouse.

### Réfectoire
Le grand réfectoire s'étendait au nord-est du cloître. Il est démoli au début du XIXe siècle. 

### Sacristie
La sacristie était située au nord-est de l'église, entre le chevet et la salle capitulaire. Elle mesure 20 m de long sur 7 m de large. Elle se compose de trois travées supportées par des colonnettes aux chapiteaux sculptés de feuillages. Les clefs de voûte sont sculptées de blasons. 
Elle est la propriété de la famille Belin mais reste ouverte au public lors d'événements culturels. Elle est restaurée dans les années 1990. Elle est accessible par la rue des Lois (actuel no 13). Elle est parfois abusivement désignée comme la « chapelle des Cordeliers ».

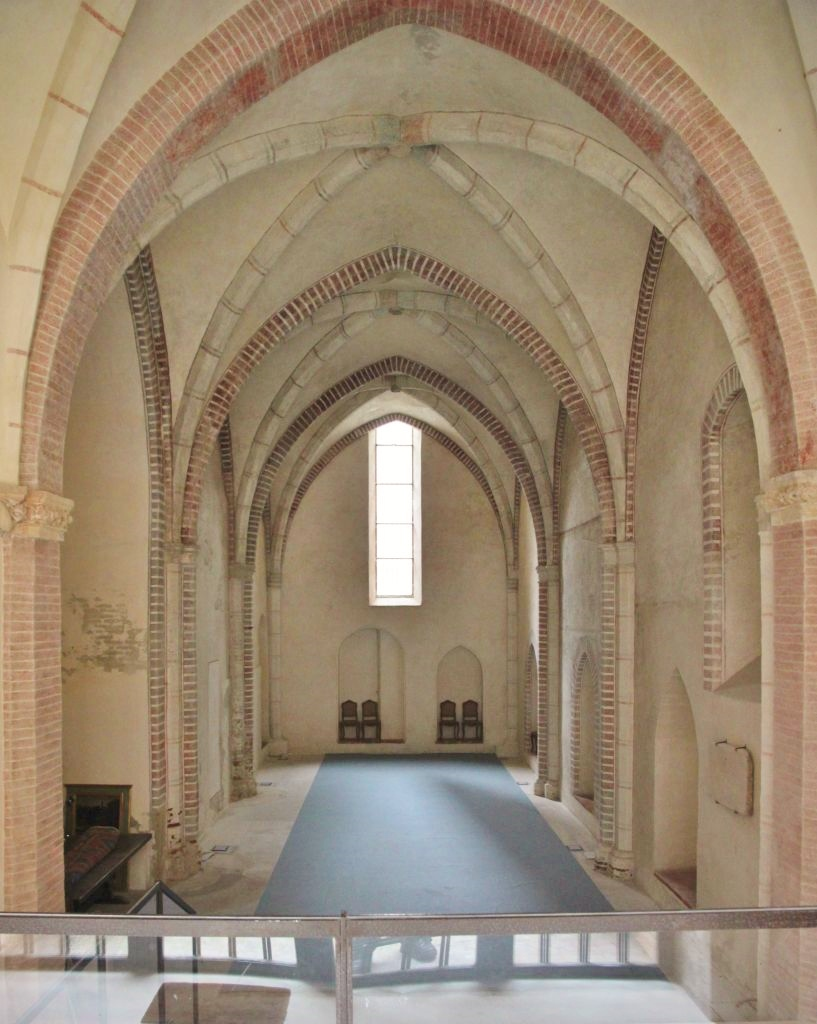
La sacristie
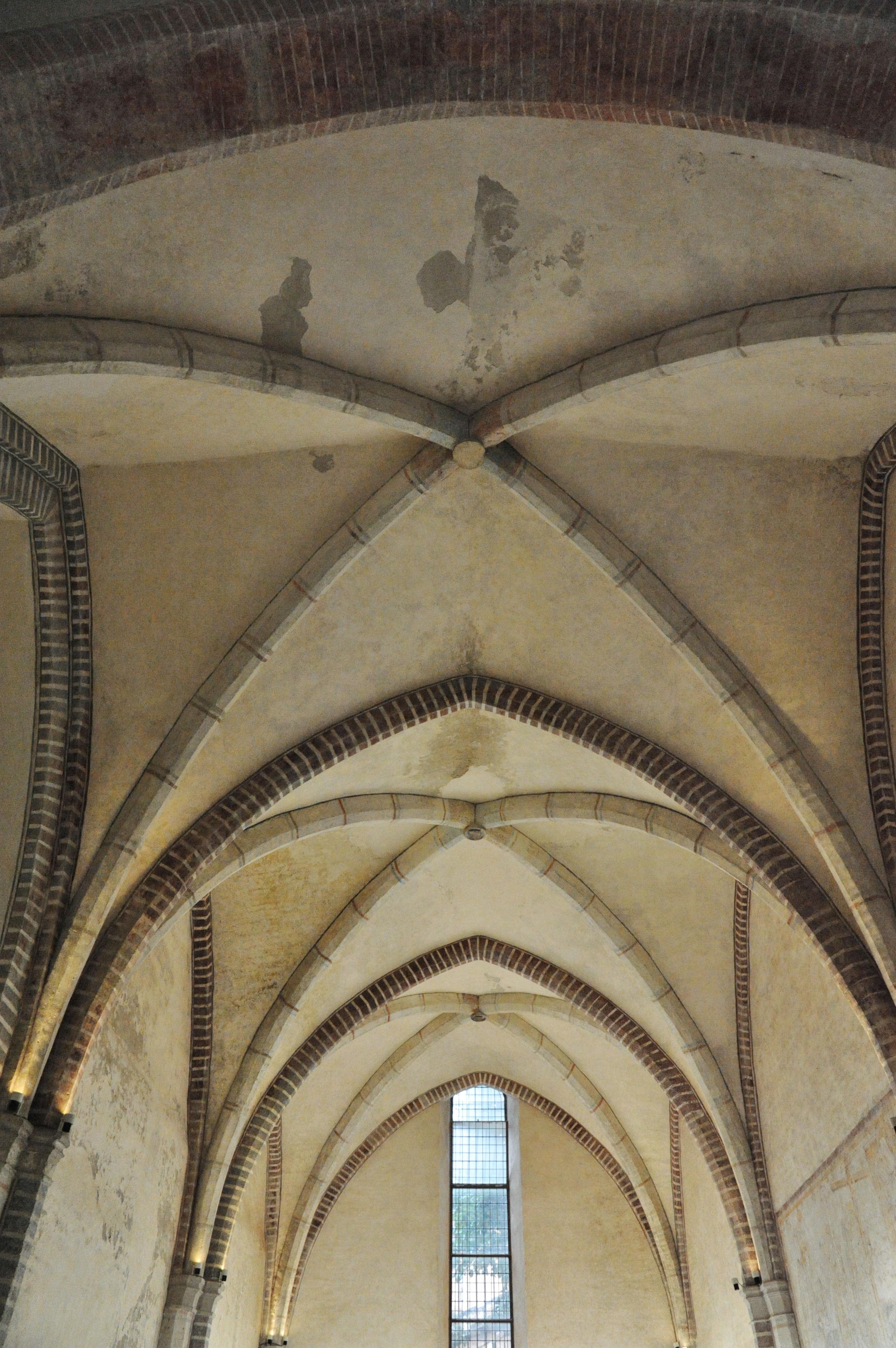
Voûte de la sacristie
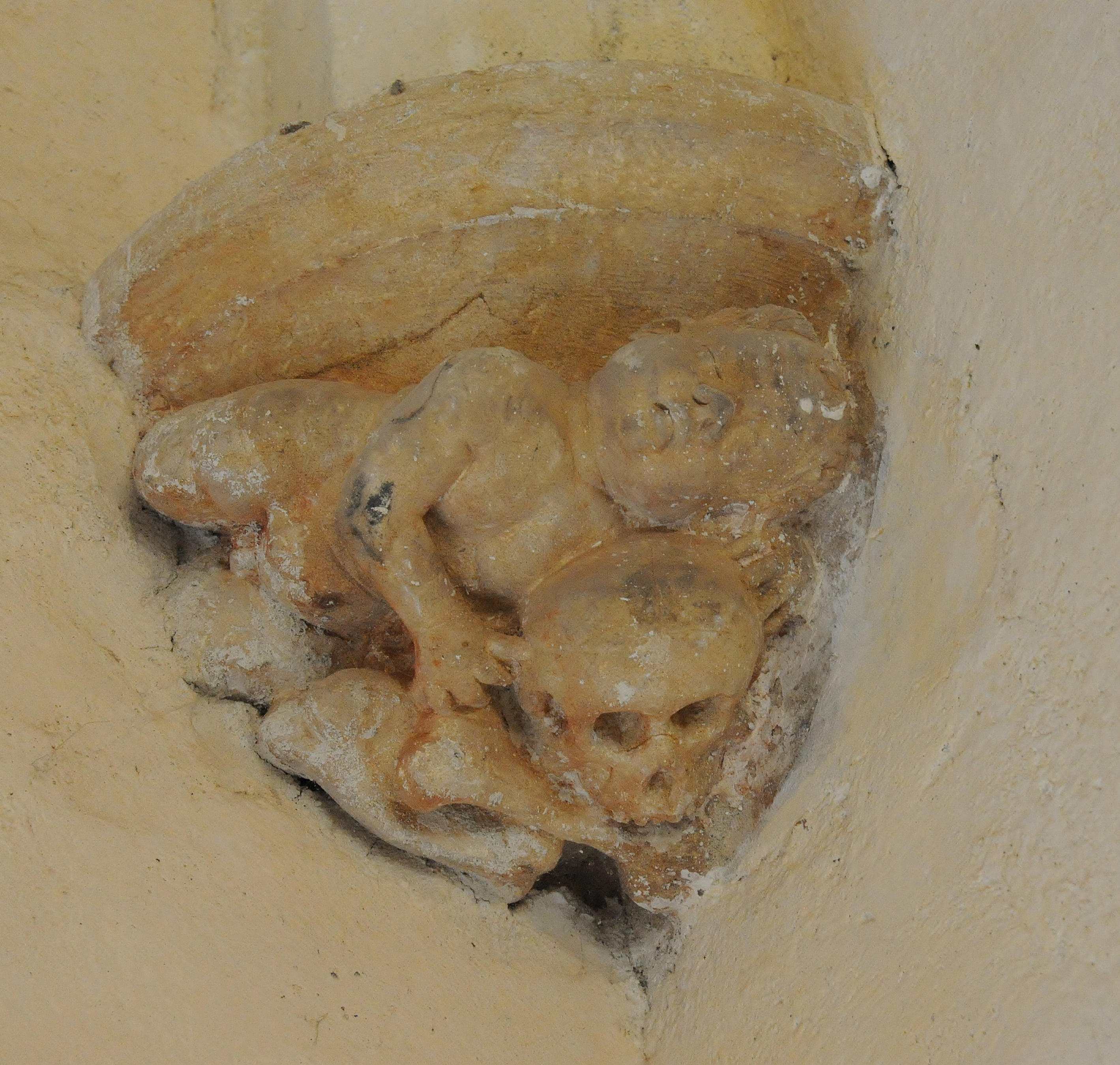
Culot sculpté
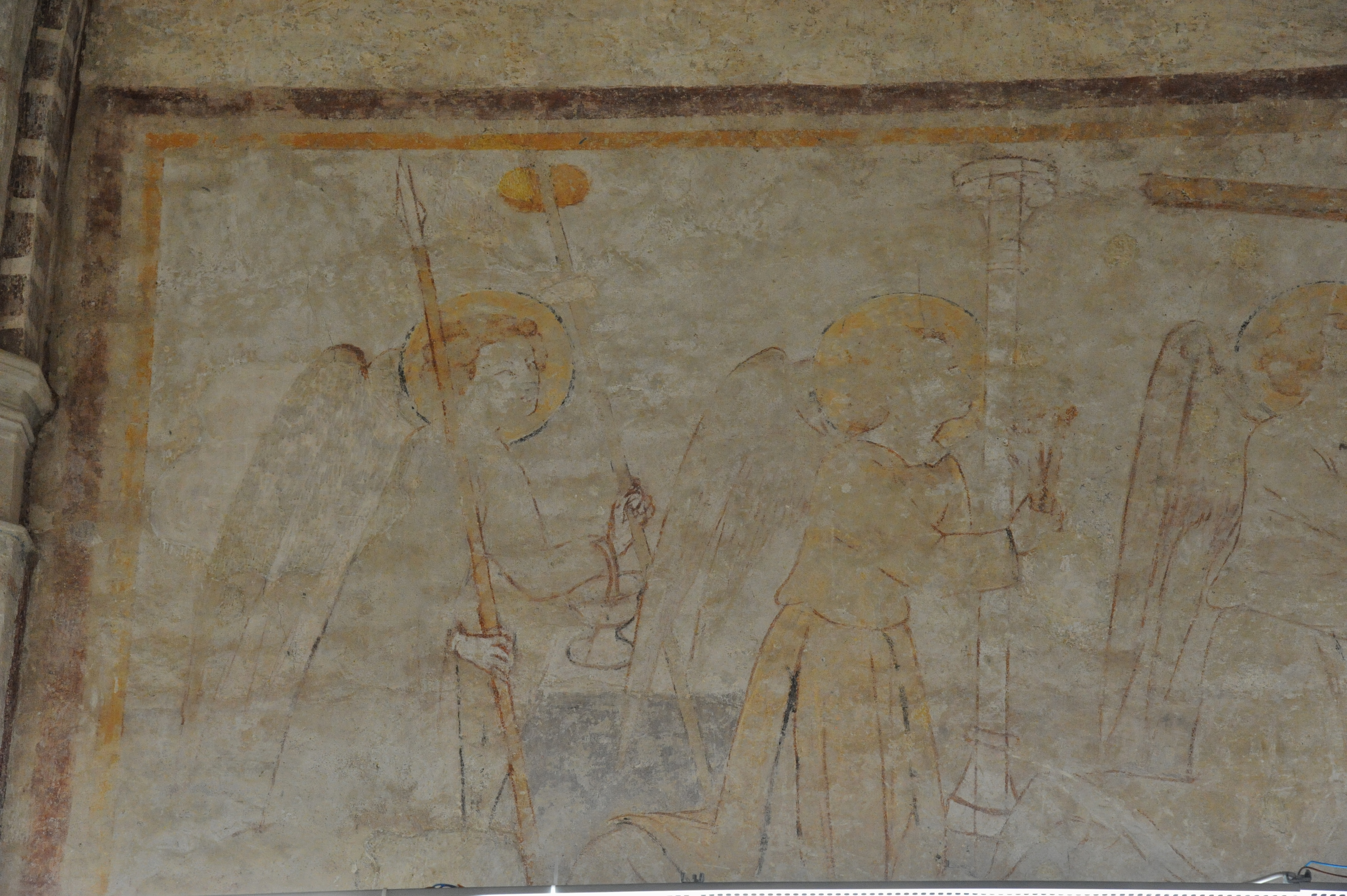
Peinture murale (partie gauche)
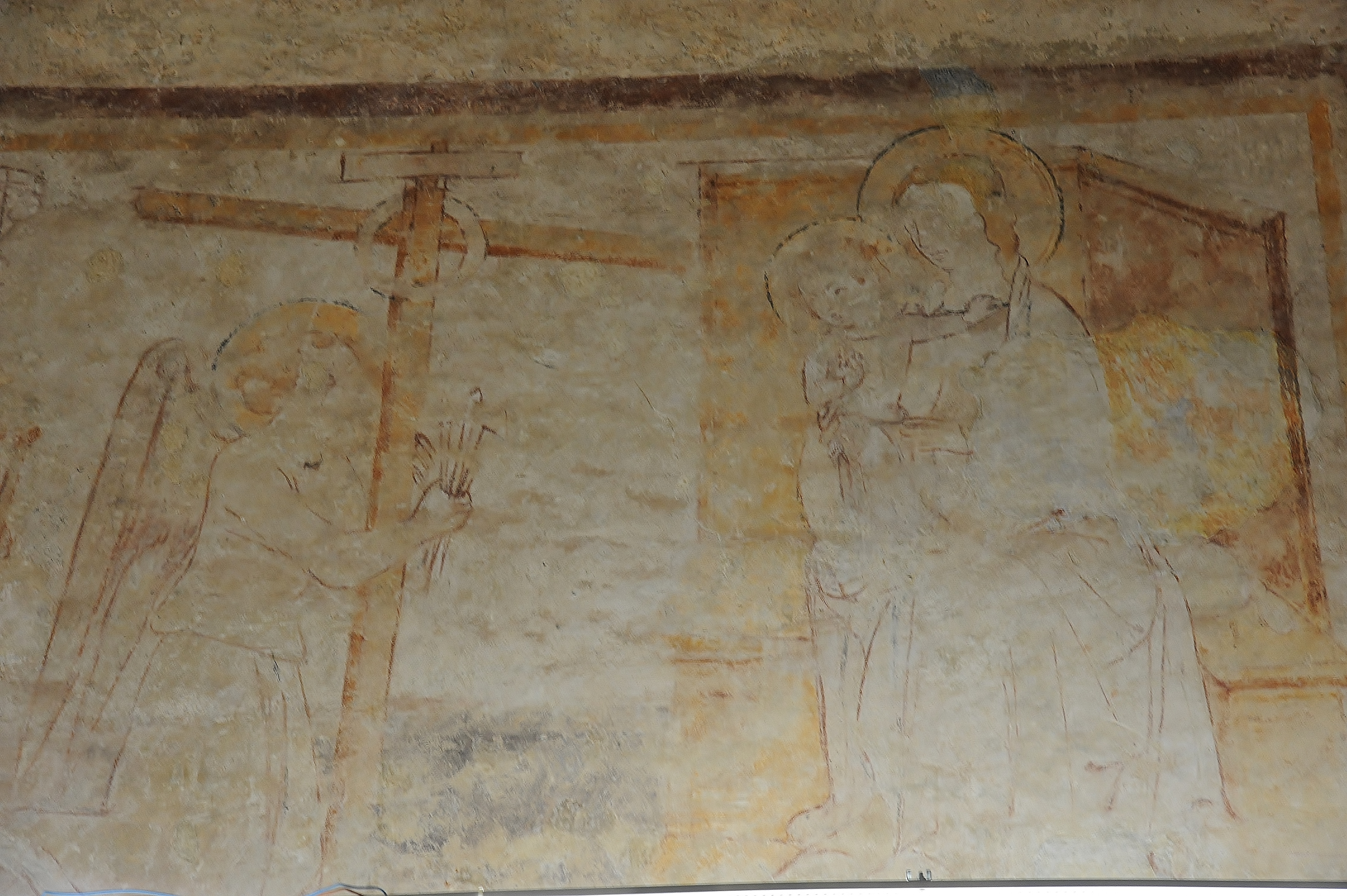
Peinture murale (partie droite)

### Salle capitulaire
C'est dans la salle capitulaire que se tenaient les assemblées de la communauté des franciscains de Toulouse, mais aussi les chapitres provinciaux pour l'Aquitaine ancienne. Elle mesure 17 m de longueur, divisée en trois travées, sur 11 m de largeur, divisée en deux travées. Trois portes étaient percées dans le mur occidental, du côté du cloître, mais seule celle du milieu était ouverte, encadrée de colonnettes à chapiteaux sculptés, les deux autres étant murées. La salle est éclairée par de petites fenêtres au-dessus des trois portes. La chapelle de la salle capitulaire a quant à elle été détruite au début du XIXe siècle. 
La salle capitulaire devient la propriété de l'université de Toulouse. Elle est restaurée dans les années 1990 et reste accessible par la rue des Lois (actuel no 15). En novembre 1998, lors de la visite de Jacques Chirac au Mexique, le ministre de l'Éducation nationale, Claude Allègre, propose la création d'une « Maison du Mexique » à Toulouse afin de renforcer la coopération universitaire et scientifique avec ce pays. La Maison universitaire franco-mexicaine (MUFRAMEX) s'installe dans les locaux de la rue des Lois en 2009.

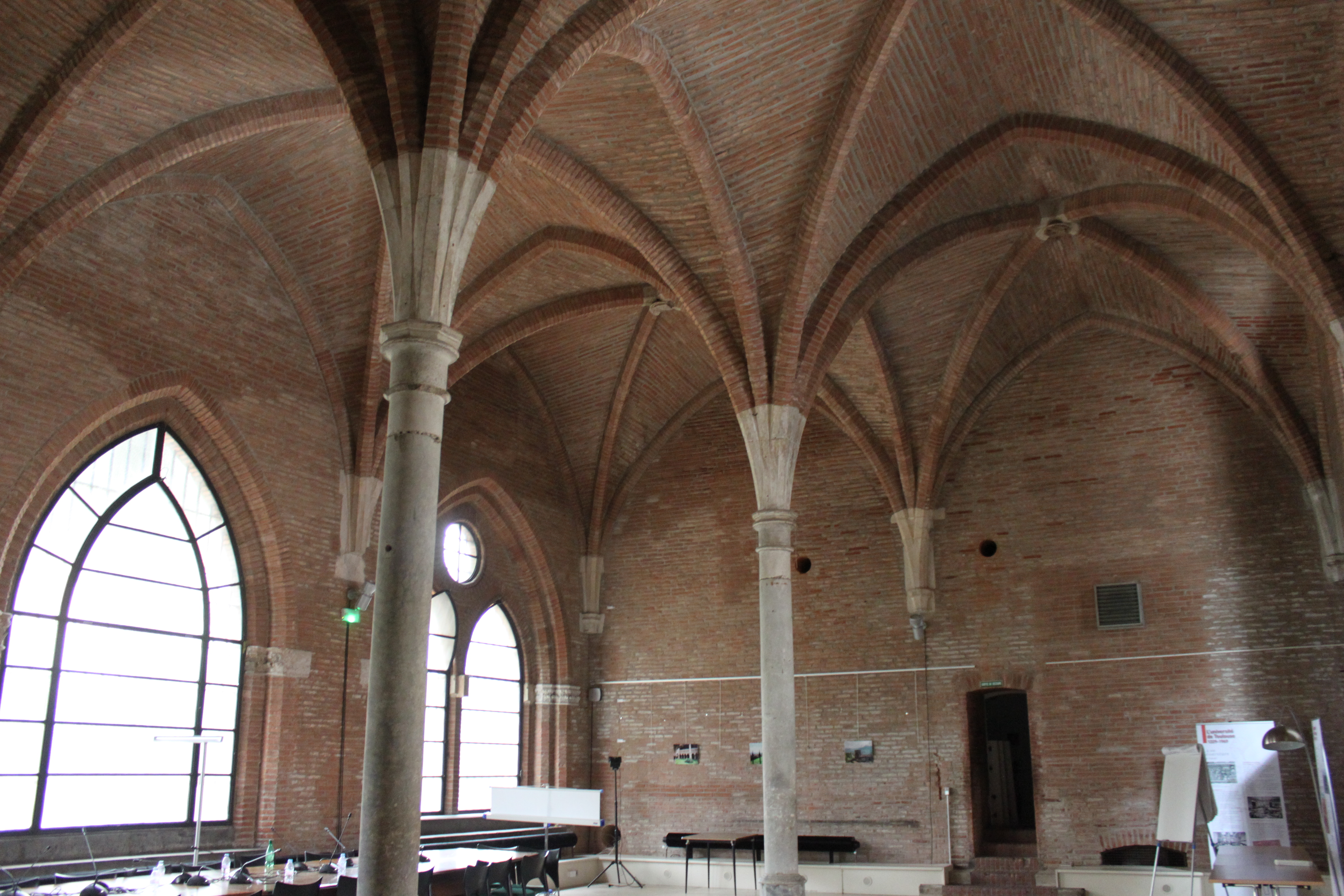
La salle capitulaire.
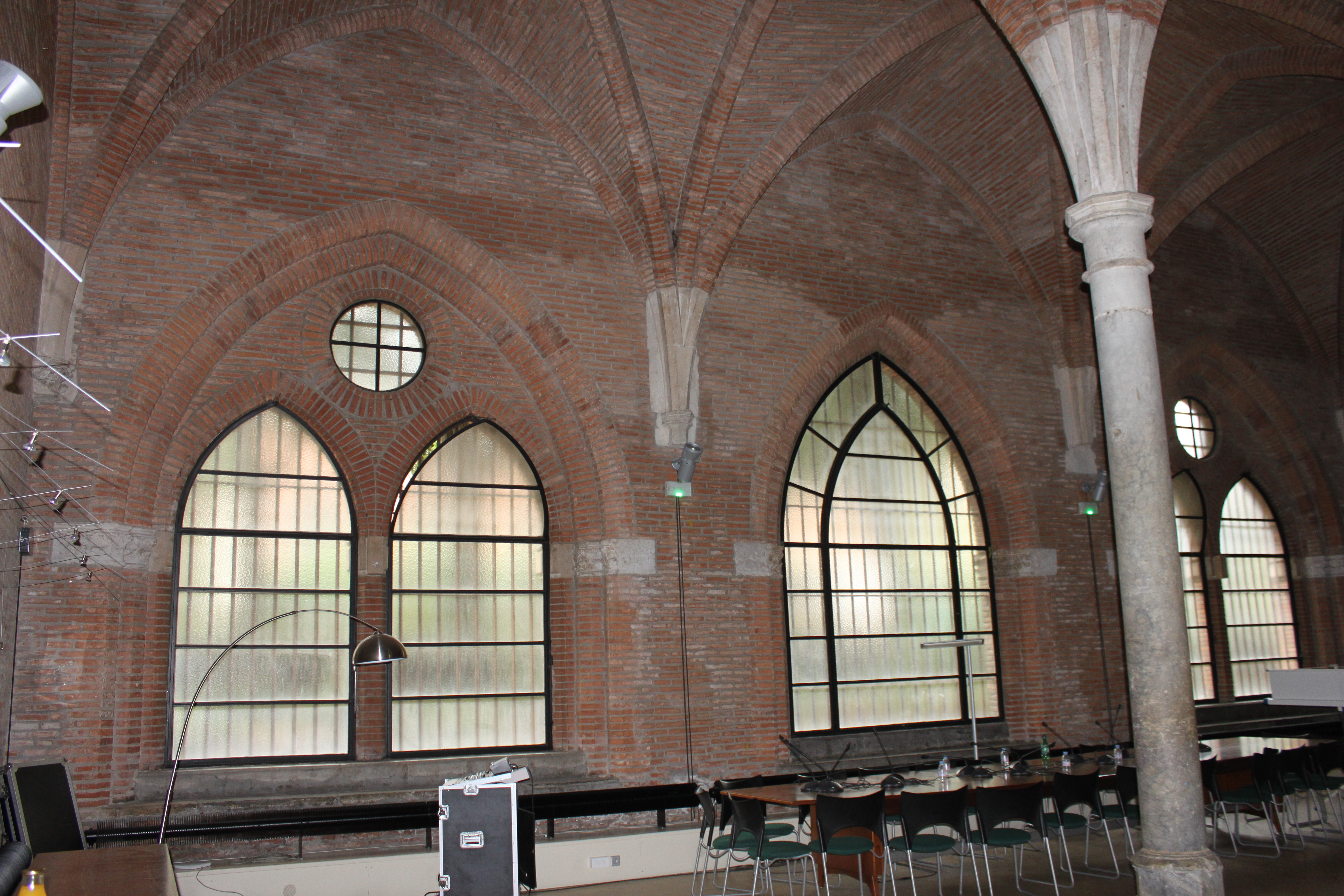
Salle capitulaire
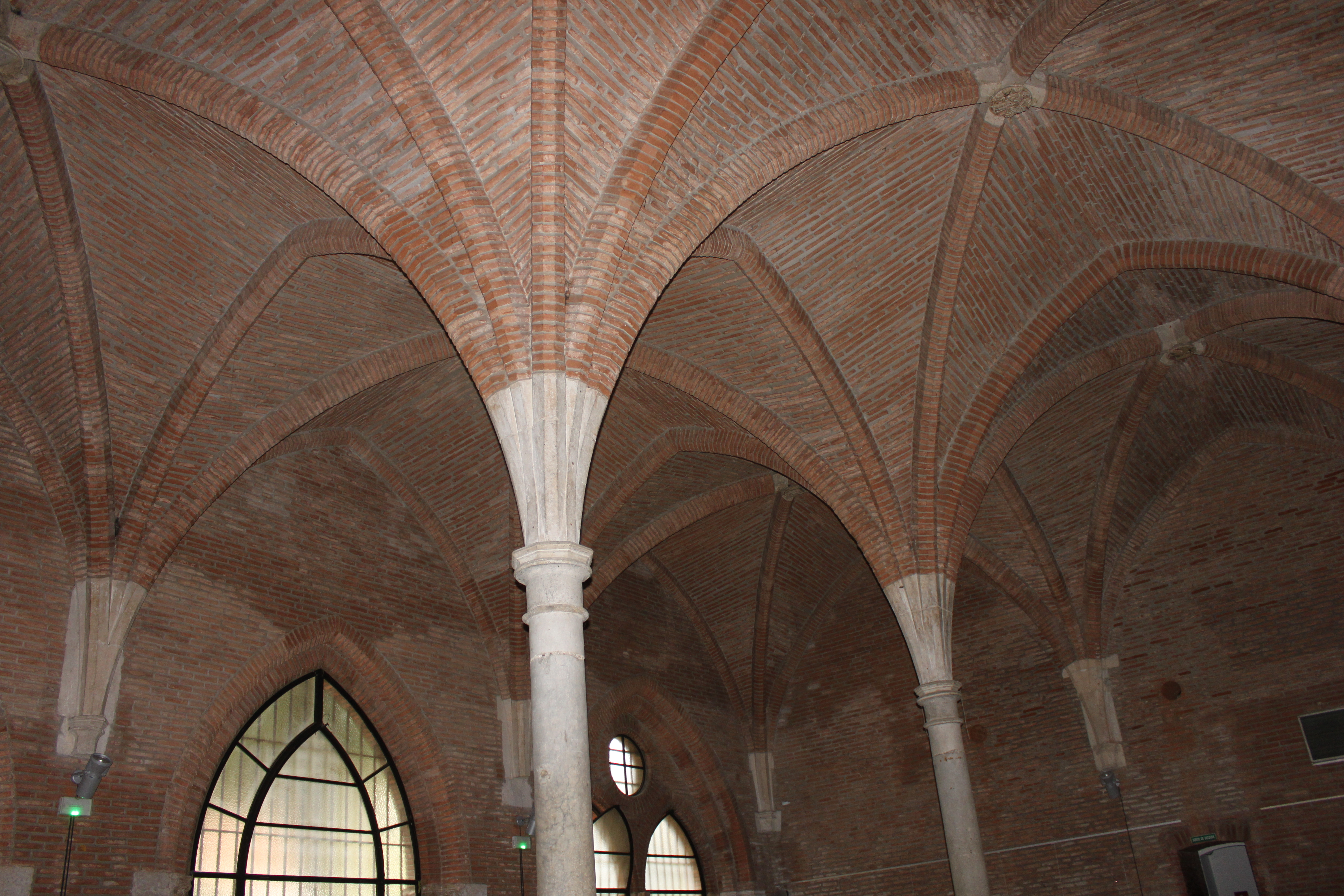
Voûte
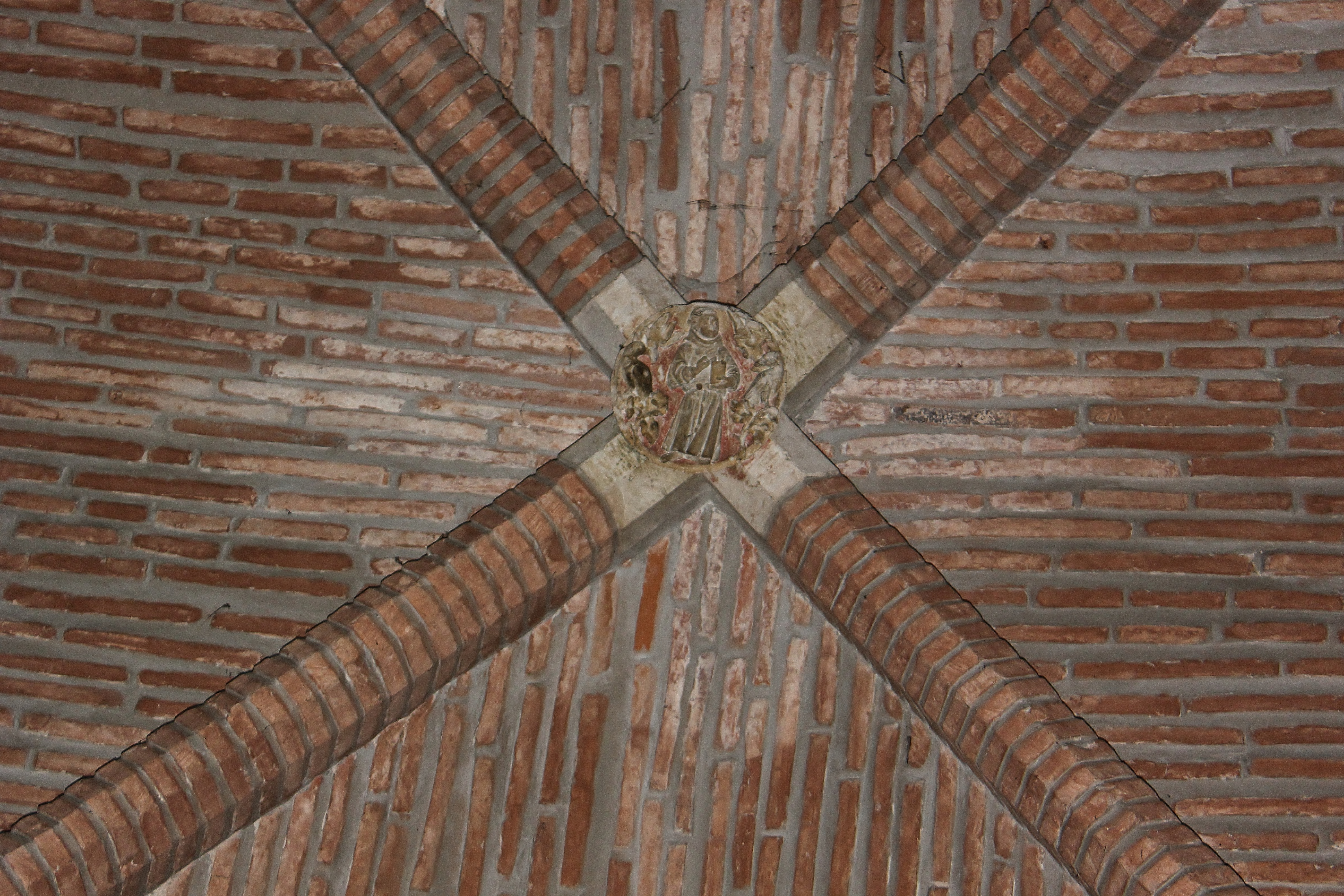
Clé de voûte
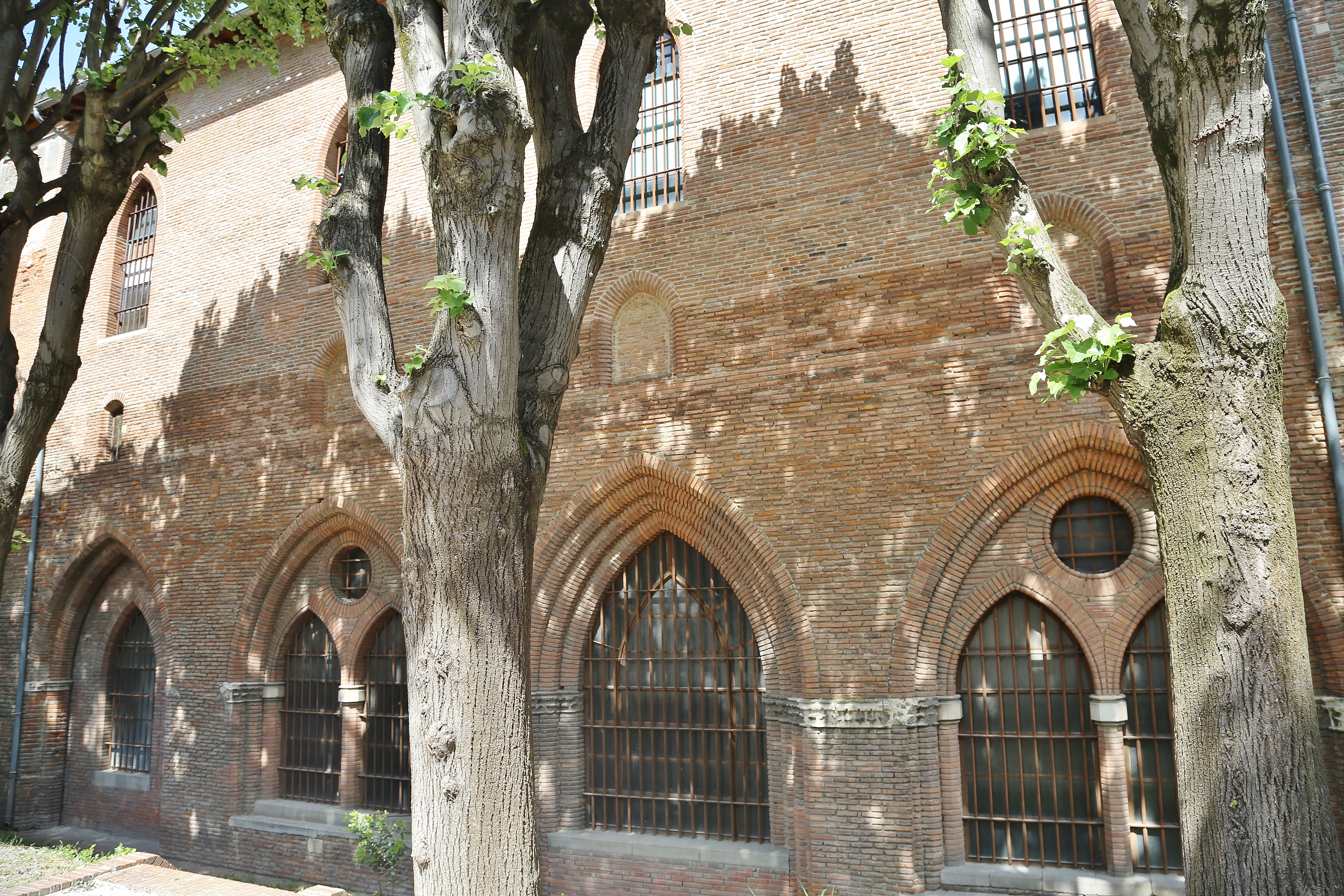
Vue depuis le jardin de la Banque de France

### Chapelle Notre-Dame de Rieux
La chapelle Notre-Dame de Rieux se trouvait derrière le chevet de l'église, au croisement de la rue des Lois et de la rue du Collège-de-Foix (emplacement de l'actuel no 11 rue des Lois). Entre 1324 et 1343, Jean Tissandier, religieux toulousain devenu évêque de Rieux, fait édifier une chapelle, placée sous l'invocation de Notre Dame, qui doit desservir un collège qu'il veut faire construire au même emplacement. Après sa mort, le cardinal Pierre de Foix, lui aussi ancien franciscain, fondateur du collège de Foix voisin, fait achever la construction de la chapelle, qu'il destine à devenir une chapelle funéraire pour son fondateur et les religieux du couvent.
La chapelle, de style gothique, mesurait près de 30 mètres de long sur 16 mètres de large. La nef comptait quatre travées, séparées par des colonnes, qui portaient des statues de saints sous des dais gothiques. Elle était percée de hautes fenêtres gothiques, ornées de sculptures et de vitraux. Elle était flanquée de contreforts entre lesquels se trouvent les chapelles, percées de petites rosaces. Au nord se trouvait un clocher carré surmonté d'une flèche. Les voûtes reposaient sur les chapiteaux des colonnes ou sur des consoles sculptées de figures. Les clefs de voûte étaient chargées des armes de Jean Tissandier.
À droite du maître-autel se trouve la statue-gisant de Jean Tissandier. On peut en voir une représentation avec la statue de Jean Tissandier en donateur, une des œuvres du sculpteur inconnu, dit « Maître de Rieux », qui réalisa une abondante décoration sculptée de la chapelle.
De la chapelle de Notre-Dame de Rieux, le Musée des Augustins conserve également, dans la chapelle Notre-Dame de Pitié qui donne sur le cloître, un remarquable ensemble de sculptures en pierre du Maître de Rieux, dont des statues de saints, de Jean Tissandier, ainsi que de nombreux éléments architecturaux.

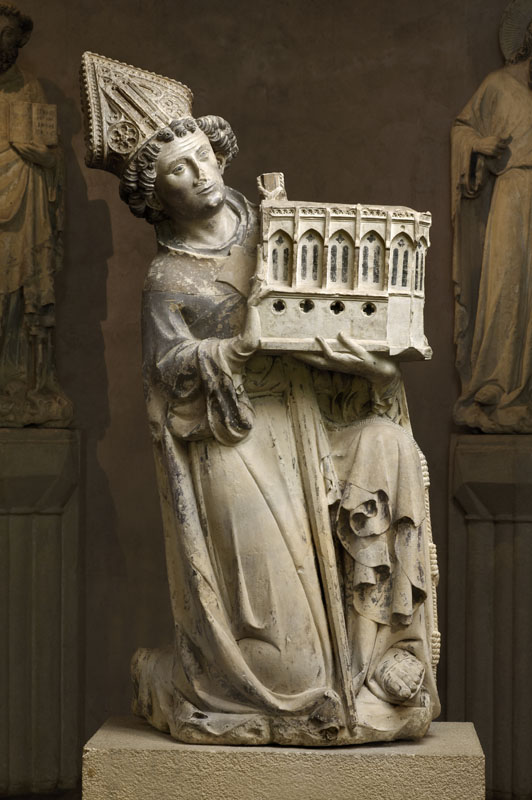
Jean Tissandier présentant la chapelle de Rieux.
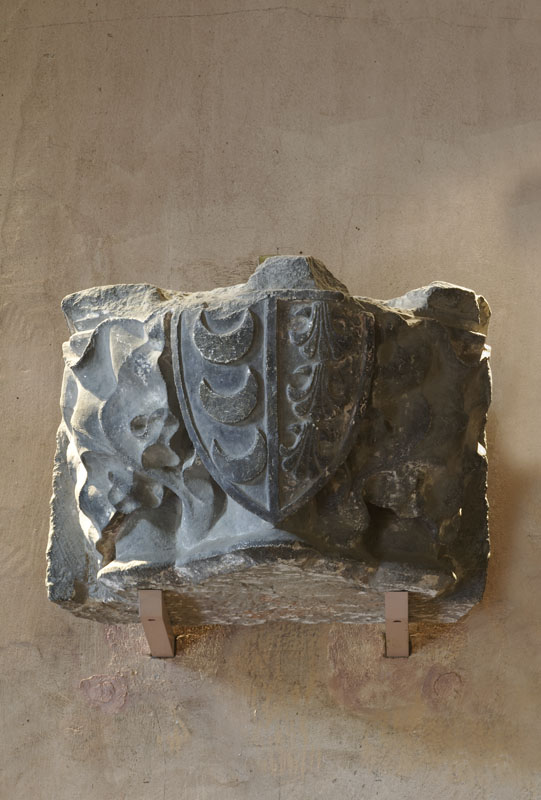
Chapiteau portant les armes de Jean Tissandier.
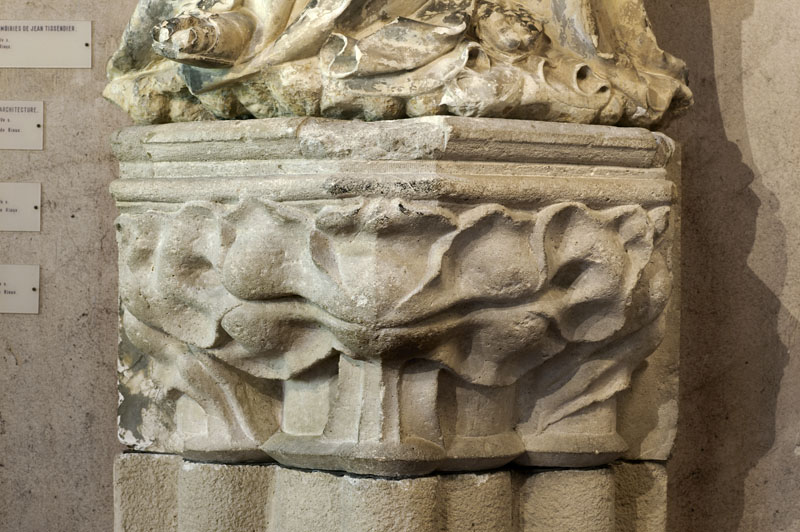
Chapiteau à trois feuilles.
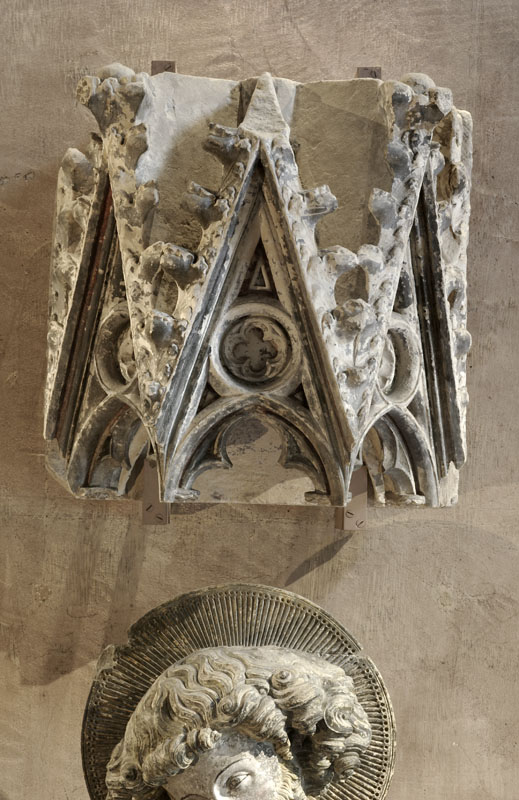
Dais à décor d’architecture.

### Caveau
C'est sous la chapelle de Rieux, ou du moins à proximité, que se trouve une crypte destinée à servir de sépulture. Très vite on constate que les corps qui y sont déposés se momifient et se conservent en assez bon état. Dès lors tous les Toulousains veulent y déposer leurs morts et ainsi se constitue une galerie d’ancêtres que l’on peut visiter. Les corps sont appuyés debout contre les murs, et dans un coin on entasse des fragments, bras, jambes, têtes. On peut voir, paraît-il, la Belle Paule, célèbre pour sa beauté au point d’être devenue de son vivant une légende toulousaine. Selon des récits ultérieurs, les femmes n’avaient pas le droit de visiter le caveau : des dames curieuses obtinrent qu’on leur remonte le corps de la Belle Paule. À peine à l’extérieur, il tomba en poussière.
Un mémoire lu à l’Académie des Sciences par M. de Puymaurin, en 1784, décrit ce caveau comme une salle ovale de 18 pieds sur 12, dont la voûte était supportée par un pilier central. On y accédait par un corridor qui succédait à un escalier partant du cloître
On raconte aussi, sous de multiples versions, l’histoire d’un jeune cordelier téméraire, mis au défi par quelques camarades, d’aller seul en pleine nuit dans le caveau. Comme preuve, il doit planter un clou dans le couvercle d’un cercueil. Ce qu’il fait. Mais alors qu’il va partir, il se sent retenu par une main invisible, celle sans doute du mort dont il a troublé le repos. Il a beau tirer sur son vêtement, la main ne le lâche pas. Ses camarades retrouvent son corps au matin, il est mort de terreur. On constate alors que dans sa fébrilité, il avait cloué sa propre manche au cercueil.